# Francesco Scarlatti
Francesco Scarlatti (Palermo, 1666. december 5. – Dublin, 1741. január ?.) olasz barokk zeneszerző, Alessandro Scarlatti testvéröccse. Sohasem tudott igazán elismert és sikeres lenni, mert munkásságát beárnyékolta bátyja, de még inkább unokaöccse, Domenico Scarlatti hírneve.

## Élete
Francesco Scarlatti a szicíliai Palermóban született 1666. december 5-én, és akárcsak testvére, ő is a nápolyi konzervatóriumban végezte felsőfokú zenei tanulmányait, majd 1684. február 17-től a Nápolyi Királyi udvari Kápolna hegedűse lett, ahol fivére, Alessandro, ugyanezen időszakban kapellmeisterként tevékenykedett. Ezek a posztok nem voltak túlzottan felkapottak a korabeli helyi zenészek között, de jól jövedelmeztek. 1690-ben feleségül vette Rosalinda Albanót, aki öt gyereket szült neki, 1706-ban bekövetkezett haláláig.
A következő év februárjában a házaspár hazautazott Palermóba, hogy a következő huszonnégy évet Francesco koncertmesterként családjával ott letelepedve töltse. Arra több adat is utal, hogy a zeneszerző ezalatt a negyedszázad alatt több itáliai városban is megfordult: 1699 és 1710 közötti évekből fennmaradt két, a római Arciconfraternita del Santissimo Crocifisso számára írt oratóriuma. Ezekben az években egy misét, egy Dixit Dominust és egy Misereré is papírra vetett. 1703-ban a Convento dell'Immacolata Concezione számára párbeszéd öt hangra és La profetessa guerriera című, és két további oratóriuma. 1711-ben Aversa városában bemutatta Lo Petracchio scremmetore című, nápolyi nyelven írt vígoperáját. 1714-ben sikertelenül megpályázta a milánói dóm kórusmesteri állását. A következő évben VI. Károly német-római császártól Az 1715-ben, annak ellenére, hogy Johann Joseph Fux teljes mértékben támogatta, a császár megtagadta a kérését, hogy a bécsi udvar helyettes kapellmeistere lehessen. Végül is nem ő, hanem Antonio Caldara nyerte azt el.
1719-ben, talán Händel (vagy Francesco Geminiani) meghívására, aki(k) néhány évvel korábban járt(ak) Rómában és Nápolyban, Londonba utazott, de ottani tevékenységéről nem sokat lehet tudni. Feltételezhetően több színházzal működött együtt, esetleg koncerteket is adhatott. 1720-ban James Brydgesnek, Chandos hercegének a figyelmébe ajánlották, mint a nagy Alessandro Scarlatti testvérét, azonban Händellel ellentétben. ő semmilyen állást nem töltött be a hercegnél, innen is elutasították.
1724-ben Dublinba utazott, ahol egy kicsit ki tudta pihenni fáradalmait és nyilvánvalóan bekapcsolódott az ír főváros zenei életébe is. A városi újság egyik cikke úgy tesz róla említést, mint Master of Musickról, ebben a cikkben találjuk az egyetlen utalást arra is, hogy a zeneszerző felesége 18 évvel azelőtt bekövetkezett halála után újra nősült:

„Jane Scarlatti, wife of Francis Scarlatti, Master of Musick, hath eloped from her said husband. This is to desire that nobody may give any credit to the said Jane Scarlatti on account of her said husband; for he will not pay any debts that she shall contract; nor answer any bills she may draw on him.”

A cikk tanúsága szerint egy Jane nevű hölggyel lépett másodszorra oltár elé, akivel igen szűkös anyagi körülmények között tengődtek.
1741-ből származik a következő adat a zeneszerzőről. Hogy pontosan hogyan, milyen körülmények között és melyik nap halt meg, nem lehet biztosan tudni. A fennmaradt dokumentum alapján 1741-ben már képtelen volt egy koncerten fellépni Dublinban, akkoriban és ott érhette a halál.

## Munkássága
Négy egyházzenei kórusmű maradt fenn a nevével: három zsoltár megzenésítés (Miserere mei Deus, Dixit Dominus, Laetatus sum), és egy, a nápolyi iskola stílusában írt misetöredék (csak a Kyrie és a Gloria tételek). A Miserere közepes nagyságú együttesre, öt énekhangra íródott, vonósok és basso continuo kíséretével. Ezzel szemben a Dixit és a két fennmaradt misetétel monumentális alkotás: 16 tagú kórusra komponálta őket a mester, vonósok, trombita és basso continuo kísérettel, Orazio Benevoli stílusában. Ezen műveinek autográf kéziratait az oxfordi Bodleian Library őrzi, a kéziratokon 1702-es, illetve 1703-as datálás olvasható. A Miserere 1724. március 24-ére van datálva. A bécsi  Österreichische Nationalbibliothek is őriz másolatokat műveiről. Laetatus sum az egyetlenegy műve, amely Olaszországban került elő, jelenleg a nápolyi Biblioteca Oratoriana dei Filippiniben lelhető fel.
Zenei stílusa sokkal zártabb volt, mind testvéréé, de fennmaradt műveinek egyes részletei így is bővelkednek dallamos, disszonáns harmóniákban és szép példái a barokk ellenpontozó technikájának is. Misereréjét egy kettős fúgával zárta le, de a fúgaforma visszaköszön a Dixit Dominus vagy misetöredéke soraiból is. Műveiből CD-felvétel is készült, amely hozzáférhető az érdeklődők, de mivel nem könnyű beszerezni inkább csak gyűjtők számára.

## Fordítás
Ez a szócikk részben vagy egészben  a   Francesco Scarlatti című olasz Wikipédia-szócikk fordításán alapul.  Az eredeti cikk szerkesztőit annak laptörténete sorolja fel. Ez a jelzés csupán a megfogalmazás eredetét és a szerzői jogokat jelzi, nem szolgál a cikkben szereplő információk forrásmegjelöléseként.